# Glenn Danzig
Glenn Danzig (født d. 23. juni, 1955) er en amerikansk sanger og guitarist, mest kendt for sit band Danzig som hittede med Mother i 1993. Han er også kendt som medstifteren af The Misfits.

## Discografi

### Samhain
Studie albums
- Initium (1984) – LP
- Samhain III: November-Coming-Fire (1986) – LP

### The Misfits
- Walk Among Us (1982) – LP
- Earth A.D. (1983) – EP
- Legacy of Brutality (1985) – Opsamling
- Misfits (1986) – opsamling
- Collection II (1995) – opsamling
- Misfits Box Set (1996) – Opsamling
- Static Age (Recorded 1978. Udgivet 1997) – LP

### Danzig
Studio albums
- Danzig (1988) – LP
- Danzig II: Lucifuge (1990) – LP
- Danzig III: How the Gods Kill (1992) – LP
- Danzig 4p (1994) – LP
- Danzig 5: Blackacidevil (1996) – LP
- Danzig 6:66: Satan's Child (1999) – LP
- Danzig 7:77: I Luciferi (2002) – LP
- Circle of Snakes (2004) – LP
- Deth Red Sabaoth (2010) – LP